# Drain (Oregon)
Drain – miasto w Stanach Zjednoczonych, w stanie Oregon, w hrabstwie Douglas.